# أم جلود
أم جلود قرية سوريّة تتبع إداريّاً لمحافظة حلب منطقة منبج ناحية مركز منبج.

## التعداد السكاني
بلغ تعداد سكانها 751 نسمة حسب التعداد السكاني لعام 2004.
معظم سكانها من عشيرة الدمالخة